# Cebalrai
Cebalrai (β Ophiuchi / β Oph / 60 Ophiuchi / HD 161096) es una estrella de la constelación de Ofiuco, el portador de la serpiente, de magnitud aparente +2,75.
Como curiosidad cabe señalar que sirve para indicar la posición de la constelación de Taurus Poniatovii, hoy desaparecida, situada al este de esta estrella.

## Nombre
El término Cebalrai proviene del árabe كلب الراعي (kalb al-rā‘ī), «el perro del pastor».
También recibe los nombres de Cheleb, Kelb Alrai, o simplemente Alrai.
Junto a γ Ophiuchi, en la astronomía china era conocida como Tsung Ching.

## Características
Distante 82 años luz del sistema solar, Cebalrai es una gigante naranja del tipo de Arcturus (α Bootis), aunque más pequeña y menos brillante que ésta.
De tipo espectral K2III y 4600 K de temperatura efectiva, tiene un radio 12,5 veces más grande que el radio solar y es 64 veces más luminosa que el Sol.
Estos parámetros permiten estimar su masa —aproximadamente el doble de la masa solar— y probablemente ahora fusiona helio en carbono en su núcleo interno.
Presenta un contenido metálico comparable al solar y tiene una edad aproximada de 3820 millones de años.
Cebalrai muestra una ligera variabilidad en su brillo —su magnitud absoluta varía entre +0,75 y +0,77— que parece que está relacionada más con cambios en el tamaño de la estrella que con variaciones en la propia luminosidad. Medidas espectroscópicas muestran que la estrella oscila con períodos de 0,26, 13,1 y 142 días; el período más largo se debe a manchas oscuras en su superficie que entran y salen del campo de visión, en concordancia con la velocidad de rotación observada de 2 km/s. En cambio, el período de 13,1 días parece deberse a sutiles pulsaciones cuyo origen no es del todo conocido.